# Bismarckarkipelagen

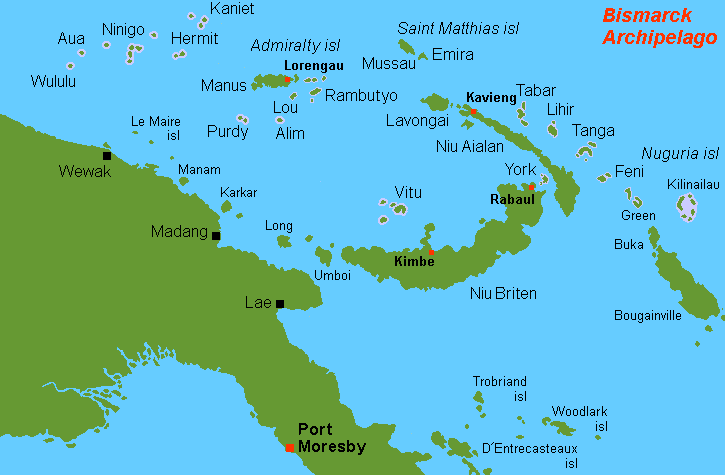
Bismarckarkipelagen.

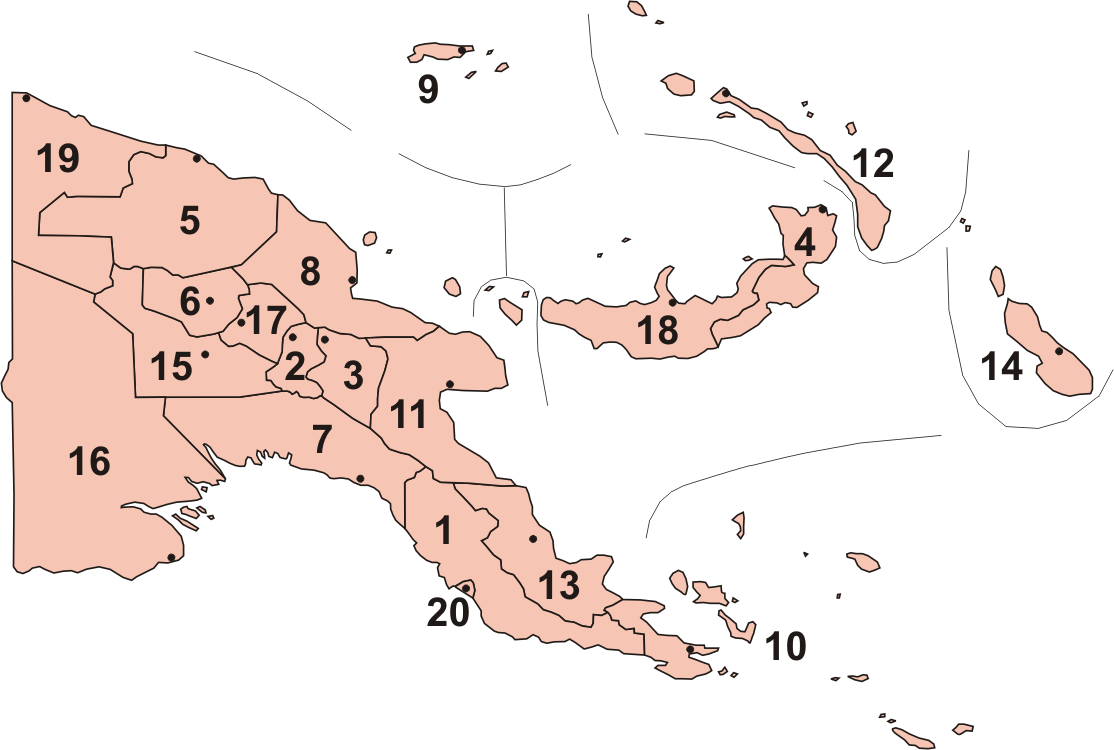
Provinser.

Bismarckarkipelagen är en ögrupp som tillhör Papua Nya Guinea i västra Stilla havet.

## Geografi
Bismarckarkipelagen ligger nordöst om Nya Guinea och består av en rad spridda ögrupper. De största öarna är Niu Briten (även New Britain eller Birara) med cirka 37.810 km² och Niu Ailan (även New Ireland eller Tombara). Geografiskt ligger öarna i Melanesien.
Öarna är främst av vulkaniskt ursprung och på Niu Briten förekommer ännu verksamma vulkaner. Många av de mindre öarna är små korallöar. På flera öar finns tämligen höga berg, på Niu Ailan når bergen ända till 2 000 meter över havet. Befolkningen uppgår till cirka 575 000 invånare.
Ögruppen har en area om cirka 49 700 km². Förvaltningsmässigt delas området i 4 provinser
- East New Britain (4) som omfattar:
  - Niu Briten öns östra del, cirka 15 000 km²
  - Duke of York-öarna (tidigare Neu Lauenburg), cirka 60 km²

- Manus (9) som omfattar:
  - Amiralitetsöarna, cirka 2 270 km² med de största öarna
  - Manus eller Taui - huvudön cirka 2 020 km²
  - Alimöarna
  - Baluanön
  - Louön
  - Purdyöarna
  - Rambutyoön
  - Västra Öarna, cirka 50 km² med de största öarna
  - Aua
  - Hermitöarna
  - Kanietöarna
  - Ninigoöarna
  - Wuvulu

- New Ireland (12) som omfattar:
  - Niu Ailan (tidigare Neu Mecklenburg), cirka 8 650 km²
  - Feniöarna (tidigare Aniröarna), cirka 120 km²
  - Lavongai (tidigare Neu Hannover), cirka 1 190 km²
  - Lihiröarna, cirka 210 km²
  - St Matthiasöarna (tidigare Hiberniska öarna)
  - Tabaröarna, cirka 230 km²
  - Tangaöarna, cirka 200 km²

- West New Britain (18) som omfattar:
  - Niu Briten öns västra del, cirka 21 000 km²
  - Vituöarna (tidigare Franska öarna), cirka 96 km²

Huvudorterna för
- East New Britain ligger på öns nordöstra del och heter Kokopo, tidigare Rabaul
- Manus ligger på öns östra del och heter Lorengau
- New Ireland ligger på öns östra del och heter Kavieng
- West New Britain ligger på öns nordvästra del och heter Kimbe

Sydöst om Feniöarna ligger även den autonoma regionen Bougainville (14) med Bukaön, Bougainvilleön, Carteretöarna och Greenöarna, dessa tillhör dock egentligen ej arkipelagområdet.

## Historia
Arkipelagen är uppkallad efter den tyske rikskanslern Otto von Bismarck och var från 1884 till 1918 även en tysk koloni som från början förvaltades av handelshuset Neuguinea-Compagnie.
De första människor kom för cirka 33 000 år sedan från Papua Nya Guinea till området. Senare kom öarna att befolkas av människor från den oceaniska Lapita-kulturen.
Öarna upptäcktes första gången av européer 1616 av Jacob Le Maire och Willem Corneliszoon Schouten. 1643 besöktes öarna av Abel Tasman. De förblev dock fria från europeiska invånare tills handelsfirman I. E. Godeffroy från Hamburg 1870 grundade en tysk koloni på öarna. 1885 erhöll tyska Neuguinea-Compagnie överhöghet över öarna som i samband därmed omdöptes efter den tyske rikskansler efter att förut ha kallats "New Britainarkipelagen". 1899 övertogs öarna av tyska staten.
Efter första världskrigets utbrott hamnade öarna 1914 under australisk kontroll och Australien fick 1920 även officiellt mandat för Bismarckarkipelagen av Nationernas Förbund. Ögruppen förblev under australisk förvaltning, förutom en kort period av japansk ockupation, tills Papua Nya Guinea blev självständigt 1975.